# 羔羊遊戲
《羔羊遊戲》（英語：Lamb Game）是2023年香港犯罪動作片，由黃羿執導，羅傑任動作指導，熊黛林、鄭浩南和陳保元領銜主演，林雪特別演出。

## 剧情
在一天的婚禮上，一對新人在結婚，突然，有三個劫匪冲了進來，原來三人剛在附近殺了人，並被警察遇見，所以三人五無奈只好逃進婚禮現場，卻這時警察也冲了進來要求劫匪首領戴迪拿出身份証，無奈戴迪只好和兩名手下在婚禮上掃射。其實，那名新郎是個休班警員，他拿出槍和戴迪的弟弟兼手下阿細對決，並要求他投降，但沒想到戴迪居然脅持了新娘王翠英，新郎在不知如何做時被戴迪槍殺並槍傷王翠英了，臨走前還冷血地對已死去的新郎及受傷的新娘說：新婚快樂。
多年后，其實新娘王翠英一直在練箭，以方便對劫匪作出報仇。警方得知戴迪等人殺了人的原因是因為戴迪的合作伙伴肥波報了警，令戴迪三人一直要逃命，戴迪在多年后找到肥波並質問其，想不到肥波還打算殺了戴迪，但戴迪的憤怒已到極限，兩三下已解決了肥波的手下，並把其殺死了。翠英居然同時在現場，她在逃命時逃到一個拳舘，老板南哥見到翠英后得知發生了什麼事，並決定要替翠英報仇...

## 角色
| 演員              | 角色      | 備註 |
| 熊黛林            | 王翠英    | 孤獨婦人 戴迪、阿細、小軍之天敵 因被困于大廈裏而重遇殺夫仇人 多年來一直練箭以對劫匪作出報應，最後因親手送戴迪入獄而榮獲好市民獎 |
| 鄭浩南            | 南哥      | 拳舘老板 盲人 和王翠英合作對付戴迪 最後處於劣勢決定從窗戶跳下而重傷身亡                                                         |
| 陳保元            | 戴迪／Dee | 本片終極大反派 阿細、小軍之老大，自己為阿細的哥哥、劫匪頭目 王翠英之殺夫仇人 最後被王翠英射箭射傷後被捕並被判處終身監禁         |
| 彭懷安            | 阿細      | 劫案賊人，戴迪之手下兼弟弟 小軍之伙伴 虐待狂，性虐待王翠英 因被南哥打傷而暈在地上，並被貪錢的小軍見死不救，最後被其槍殺身亡     |
| 林雪 （特別演出） | 肥波      | 在香港負責接收劫匪臧物並與他們分錢的黑幫老大 在多年前出賣戴迪 最後在打算殺死戴迪時被其反擊，逃跑失敗並被其殺害                  |
| 趙靖舒玉          | 小軍      | 劫案賊人，戴迪之手下 阿細之伙伴 最後因貪錢而殺死阿細，但因被戴迪發現而被其槍殺身亡                                              |
| 鄭恕峰            | 大飛      | 黑幫老大，被戴迪殺害 |
| 蔡德姮            | Jenny     | 南哥女兒，被戴迪槍殺 |
| 莫文輝            | 阿班      | 休班警員，王翠英之未婚夫，被戴迪槍殺                                                                                            |
| 張樂              | Sunny     | 肥波手下 |

## 製作
2022年12月12日，本片女主角熊黛林在微博上上載了本片的殺青殺青照，並自爆第一次拍動作片受傷，把身邊的人嚇坏了。另外，從圖片中可見本片反派陳保元亦有參演，他在拍攝的時侯因有大量動作戯而受傷。

### 反應
本電影在網路播映，講述熊黛林為報殺夫之仇，跟陳保元一伙人開戰，但網友表示難以相信如熊黛林般的弱質女流能解決三個大男人 ，只有男主角鄭浩南的演出是可取的，其他部份被網友批劇情離譜，網友普遍評價負面。。

## 外部連結
- 豆瓣电影上《羔羊遊戲》的資料 （简体中文）